# Ion Clopoțel
Ion Clopoțel (n. 22 noiembrie 1892 – d. 10 noiembrie 1986) a fost un gazetar, sociolog, profesor, om politic, istoric și deputat în Marea Adunare Națională de la Alba Iulia, organismul legislativ reprezentativ al „tuturor românilor din Transilvania, Banat și Țara Ungurească”, cel care a adoptat hotărârea privind Unirea Transilvaniei cu România, la 1 decembrie 1918.
Ion Clopoțel, a deținut o serie de funcții ca profesor și ziarist: șef-redactor la ziarul „Românul”, organul oficial al comitetului național la Adunarea Națională de la Alba Iulia; a fost închis la Seghedin timp de un an (1918) cu Valeriu Braniște și alți intelectuali curajoși; fost redactor-șef și director al ziarelor Românul, Gazeta Transilvaniei și Patria; fost profesor la școala normală (preparandia) confesională din Caransebeș; fost profesor la școala superioară de Comerț din Cluj; fost inspector general administrativ pentru Moți; fost consilier tehnic în ministerul propagandei; inspector în institutul central de statistică din Președinția Consiliului; fost președinte al Sindicatului Presei Române din Ardeal și Banat; fost deputat de Făgăraș. Membru al ordinului Ferdinand. Fondatorul și directorul revistei Societatea de Mâine de la 1924. A fost și autorul a 23 de volume tipărite și numeroase studii și articole.

## Originea și studiile
Ion Clopoțel s-a născut la 22 noiembrie 1892 în localitatea Poiana Mărului, în județul Brașov de astăzi, fiu a lui Ion și Susana Clopoțel. Provenea dintr-o familie simplă de țărani, părinții săi au mai avut cinci copii, dar primii doi au decedat la o vârstă fragedă. Copilăria și-a petrecut-o în compania tatălui și rudelor care s-au ocupat de creșterea fraților Clopoțel pe Dealul Bărdaș din satul natal. Asemenea altor copii de țărani, a făcut clasele primare la școala din localitate, actuala Scoală Generală nr. 1, unde a obținut Bursa Cristurian, acordată unui grup restrâns de elevi. Calitățile sale intelectuale și interesul deosebit acordat studiului l-au condus să urmeze cursurile prestigiosului Liceu Andrei Șaguna din Brașov în perioada 1904-1912.
Profesorul Alexandru Bogdan, fratele doamnei Catinga Iorga i-a sesizat aptitudinile excepționale ale liceanului și a facilitat contactul cu marele istoric român Nicolae Iorga. Ion Clopoțel i-a citit cu mare drag lucrările savantului într-o perioadă tulbure în cea ce privește cărțile și lucrările publicate în Regat și trecerea lor peste frontieră în Transilvania, în acest caz s-a apelat la metoda unor coperți și titluri apocrife. Tânărul licean a intrat în cele din urmă în posesia unui manual de istorie a românilor și i-a mulțumit prin scrisori renumitului istoric de la București. Admirație pe care o purta Ion Clopoțel pentru Nicolae Iorga s-a concretizat printr-o serie de vizite la Vălenii de Munte, unde a avea unul dintre birouri și participarea liceanului la cursurile de vară ale Universității de la București. În perioada șederii la Vălenii de Munte a avut privilegiu de a cataloga cărți din biblioteca istoricului, cât și din arhiva actelor personale ale acestuia. Publicând de foarte tânăr în presa vremii, este remarcat de Vasile Goldiș care l-a angajat ca redactor intern, la ziarul Românul din Arad.
După finalizare studiilor liceale în 1912 la Liceul Andrei Șaguna din Brașov, a plecat la studii universitare în capitala maghiară, Budapesta, unde va sta până în 1916, a continuat studiile la Viena din 1916 până în 1918. La Viena a cunoscut și a studiat activitatea politică și publicistică a unor personalități importante precum Alexandru Papiu Ilarian, Vichentie Babeș, Andrei și Alexandru Mocioni, Andrei Șaguna, Ioan Maiorescu. Pe lângă studiile efectuate la Budapesta și Viena, a urmat cursurile de la școala sociologică franceză de la Universitatea Sorbona din Paris. 

## Activitatea publicistică și sociologică
După Primul Război Mondial, Ion Clopoțel a ocupat funcția de redactor-șef la Românul, Gazeta Transilvaniei, Patria - toate cotidienele oficiale. Una dintre cele mai mari realizări în plan publicistic a fost fondarea și conducerea timp de 23 de ani (1924-1945), a revistei săptămânale Societatea de Mâine, Revista de știință sociografică, estică și culturală. Gândită imediat după 1918 de o serie de tineri intelectuali, ea având ca fundament ecoul și directivele Marii Uniri. Importanța revistei Societatea de mâine în peisajul publicisticii românești interbelice este atestat și de numărul impresionat de colaborări cu diverse personalități de cultură.
Interesul și studiile din domeniul sociologiei l-au condus pe Ion Clopoțel să participe la o vastă campanie de cercetare a satelor din Munții Apuseni și Banat, unde a făcut anchete sociale persoanelor marginalizate. Cercetările efectuate le-a publicat ulterior în principalele sale lucrări Sociografie românească, Satele răslețe ale României și Cum trăiesc 40000 de morți, care au fost în opinia și critica vremii, în seminarul sociologic universitar și în institutul social al profesorului Dimitrie Gusti. În activitatea publicistică și social-politică a lui Ion Clopoțel tema unirii a ocupat un loc de mare însemnătate, fiind socotit țelul suprem al existenței sale. 

## Activitatea politică
politică de orientare naționalistă au deranjat autoritățile, iar în 1917 în timp ce era profesor la Caransebeș, a fost întemnițat pentru crimă împotriva statului, alături de grupul Valeriu Braniște. A reușit să se elibereze din închisorile autorităților maghiare nu cu mult înainte de marele eveniment de la 1 Decembrie. și astfel a putut să participe în calitate de deputat al Colegiului electoral al presei române din Arad, la Marea Adunare. Pentru meritele sale obține importanta misiune și funcție de șef al Biroului de presă al Marii Adunări de la Alba Iulia. 
După evenimentele din 1918, a ocupat funcția de Președinte al Sindicatului Presei din Ardeal și Banat. În contextul formării pactului politic al Micii Înțelegeri din 1920-1921, călătorește în luna mai a anului 1925 în Cehoslovacia, cu o delegație de jurnaliști, în scopul constituirii unei asociații a presei din cele trei țări. Din 1934 s-a stabilit la București și continuă activitatea publicistică la revista Societatea de Mâine și publicațiile centrale Adevărul și Dimineața. La sfârșitul celui de al Doilea Război Mondial, preia conducerea ziarului Poporul de la Brașov, considerat un important instrument în activitatea de reconstrucție a țării. Începând cu 1945 colaborează la revista Lumea nouă și îndeplinește funcțiile de director al I.O.V. R. și în Ministerul Instrucțiunii Publice. 
În perioada 1944-1946 a fost rector al Universității Libere din Brașov, iar între 1947-1956 deține funcția de director general în Ministerul Muncii. S-a remarcat din 1961 și în funcția de director al Bibliotecii Centrale Universitare din București. S-a pensionat după o lungă carieră în spațiul publicistic și politic, iar la 10 noiembrie 1986, la vârsta de 93 de ani se stinge din viață la București și este înmormântat la cimitirul Sfânta Vineri. 

## Publicații
Publicații
- Frământările unui an (1918), Sibiu 1919
- Lupta pentru democrație în România de la Actul Unirii încoace, Editura Gazeta Transilvaniei, Brașov, 1921
- Două săptămâni în Cehoslovacia, Editura Societatea de Mâine, Cluj, 1926
- Criza democrației în România, Editura Societatea de Mâine, 1926
- Direcția realismului social-economic ( anchete sociografice în Munții Apuseni), Editura Societatea de Mâine, Cluj, 1926
- Revoluția din 1918 și Unirea Ardealului cu România, Editura Societatea de Mâine, Cluj, 1926.
- Sociografie românească, Editura Societatea de Mâine, Cluj, 1928
- Dinastia românească a Corvinilor, Editura Societatea de Mâine, Cluj, 1942
- Un program de culturalizare a satelor, Editura Societatea de Mâine, Cluj, 1933
- Social-democrația în satele dunărene și balcanice, Editura Societatea de Mâine, Cluj, 1935
- Figuri reprezentative de la noi. Notă introductivă. Vasile Goldiș, Biblioteca Ziaristica, Cluj, 1939
- Sate răslețe ale României, Habitatul resfirat din munții transilvani și bănățeni. Studiu de sociologie rurală, Editura Alba, Alba Iulia, 1939.
- Originile, dezvoltarea și desăvârșirea limbii române literare, Editura Didactică și Pedagogică, București. 1970
- Amintiri și portrete, Editura Facla, Timișoara, 1973
- Existență, experiență, cunoaștere universală, discurs despre trăsăturile distinctive ale națiunii române, în Anuarul Institutului de Istorie, George Barițiu, Cluj Napoca, Seria Humanistica. tom. IX, 2011, lucrare postumă

## Decorații
- Ordinul „Steaua Republicii Socialiste România” clasa a III-a (4 mai 1971) „cu prilejul aniversării a 50 de ani de la constituirea Partidului Comunist Român, [...] pentru activitate îndelungată în mișcarea muncitorească și merite deosebite în opera de construire a socialismului”[4]
- Ordinul „Steaua Republicii Socialiste România” clasa I (23 ianuarie 1978) „pentru activitate îndelungată în mișcarea muncitorească și contribuția adusă la înfăptuirea politicii partidului și statului de făurire a societății socialiste multilateral dezvoltate în patria noastră”[5]